# Judi Brown
Judi Brown (Milwaukee, Estados Unidos, 14 de julio de 1961) es una atleta estadounidense retirada, especializada en la prueba de 400 m vallas en la que llegó a ser subcampeona olímpica en 1984.

## Carrera deportiva
En los JJ. OO. de Los Ángeles 1984 ganó la medalla de plata en los 400 metros vallas, con un tiempo de 55.20 segundos, llegando a meta tras la marroquí Nawal El Moutawakel y por delante de rumana Cristieana Cojocaru.